# مركز الحزم (تيماء)
مركز الحزم هو أحد المراكز الإدارية التابعة لمحافظة تيماء في منطقة تبوك بالمملكة العربية السعودية، ويبعد مسافة 145 كم شرق تيماء.